# Polyscias baretiana
Polyscias baretiana är en araliaväxtart som beskrevs av Georges Bernardi. Polyscias baretiana ingår i släktet Polyscias och familjen Araliaceae. Inga underarter finns listade.